# 蘇伯爾訥雷卡河

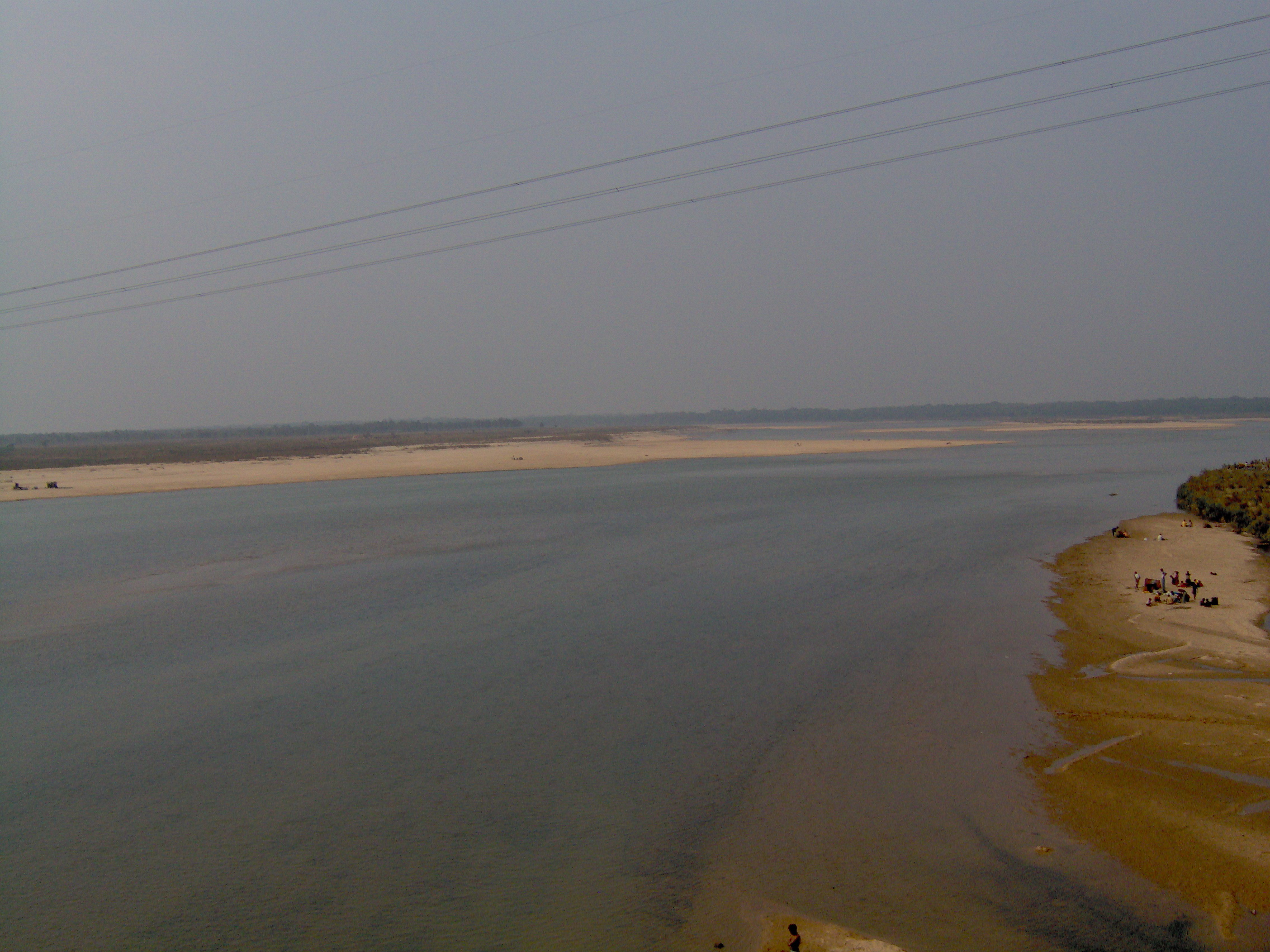

蘇伯爾訥雷卡河是印度的河流，流經賈坎德邦、西孟加拉邦和奧里薩邦，河道全長470公里，發源自蘭契西南面約15公里，最終注入孟加拉灣。